# 경상도영주제명기
경상도영주제명기(慶尙道營主題名記)는 고려～조선시대 경상도로 부임한 관찰사 명단을 수록한 총 2종 2책의 ‘선생안(先生案)' 원저 하연 선생의 저서로, 각 1책씩 국립경주박물관과 상주향교 소장본(현 상주박물관에 위탁보관)으로 구성되었다. 2019년 10월 31일 대한민국의 보물 제2039호로 지정되었다.

## 저자
저자인 하연 (1376년)의 본관은 진양(晉陽)이며, 자는 연량(淵亮), 호는 경재(敬齋)·신희옹(新稀翁)이다. 두문동 72현 중 한 사람인 하자종(河自宗)의 아들이며 부친의 친구인 정몽주(鄭夢周)의 제자로, 성리학의 절의파(節義派) 사상을 계승한 대표적 학자이다. 1395년(태조 5) 식년 문과에 급제하여 봉상시 녹사(奉常寺錄事)로 조정에 출사하여 승정원 동부대언(承政院 同副代言), 예조참판(禮曹參判), 대사헌(大司憲), 대제학(大提學), 형조판서(刑曹判書), 예조판서(禮曹判書) 등을 역임하였으며, 좌의정, 우의정을 거쳐 영의정에 올랐다. 의정부에 들어간 뒤 20여 년 간 문안에 사알(私謁)을 들이지 않고 법을 잘 지켜 승평수문(昇平守文)의 재상으로 일컬어졌다. 종묘 문종의 묘정)에 배향되었고, 무주의 백산서원(栢山書院), 진주의 종천서원(宗川書院), 합천의 신천서원(新川書院)에 제향되었다. 대표 저서로는 『경재집(敬齋集)』, 『경상도지리지(慶尙道地理志)』, 『진양연고(晉陽聯藁)』 등이  있다. 시호는 문효(文孝)이다.

## 지정 사유
'경상도영주제명기(慶尙道營主題名記)'는 고려～조선시대 경상도로 부임한 관찰사 명단을 수록한 총 2종 2책의 선생안으로, 각 1책씩 국립경주박물관과 상주향교 소장본(현 상주박물관에 위탁보관)으로 구성되었다.
'경상도영주제명기'는 조선 초기의 문신인 하연 (1376년) 선생이 역대 경상도지역 관찰사의 명단을 1426년(세종 8) 처음 필사하여 제작한 이래 몇 차례의 추록(追錄)을 거쳐 완성된 것이다. 하연의 서문(序文)에 의하면, 자신이 관찰사로 부임한 이듬해(1426년) 역대 전임 경상도 관찰사의 명단을 확인하고 1078년부터 하연 본인이 부임하기 전인 1423년(세종 5)에 이르기까지의 역대 관찰사의 명단을 새로 작성하였다고 한다. 이때 하연이 만든 '경상도영주제명기'가 국립경주박물관 소장본이며, 표제는 '당하제명기(棠下題名記)'로 되어 있다.
하연이 만든 '경상도영주제명기'는 이후 계속 추록되어 1718년(숙종 44) 관찰사로 부임한 이집(李㙫)까지 기록되었다. 이렇듯 640년간 동일직명의 명단을 수록한 선생안이 전래된 사례는 매우 드물다.
상주향교 소장본 '경상도영주제명기'는 하연이 제작한 국립경주박물관 소장본을 저본(底本)으로 하여 1622년(광해군 14) 김지남(金止男)이 제작한 것이다. 표제는 '도선생안(道先生案)'이다. 여기에는 1078년 부임한 이제원(李齊元)에서부터 1886년(고종 23)에 부임한 이호준(李鎬俊)에 이르기까지 추록되어 있어 800년이 넘는 오랜 기간 동안 경상도 관찰사를 역임한 역대 인물들의 현황을 알 수 있다. '상주목치(尙州牧置)'라는 기록을 통해 상주목에 보관했던 책이었음이 확인되며, 고려～조선시대에 걸친 역대 경상도 관찰사 명단을 파악하는데 필수적인 자료이다.
이처럼 국립경주박물관 및 상주향교 소장 2종의 '경상도영주제명기'는 15세기 최초 제작 이후 19세기까지 추록되어 자료의 연속성이 있을 뿐 아니라, 현존하는 관찰사 선생안 중 시기적으로 가장 이르고 내용 및 형태적으로도 가장 완형(完形)에 가깝다는 점에서 역사적․학술적 가치가 뛰어난 것으로 평가된다.

## 참고 자료
- 경상도영주제명기 - 국가유산청 국가유산포털